# Паредес-де-Сігуенса
Паредес-де-Сігуенса (ісп. Paredes de Sigüenza) — муніципалітет в Іспанії, у складі автономної спільноти Кастилія-Ла-Манча, у провінції Гвадалахара. Населення — 35 осіб (2010).
Муніципалітет розташований на відстані близько 120 км на північний схід від Мадрида, 75 км на північний схід від Гвадалахари.
На території муніципалітету розташовані такі населені пункти: (дані про населення за 2010 рік)
- Паредес-де-Сігуенса: 21 особа
- Р'єнда: 14 осіб

## Демографія
Динаміка населення (INE ):

## Галерея зображень

Розташування муніципалітету у провінції Гвадалахара